# Friedrich Andreae
Friedrich Andreae (vollständiger Name Emil Friedrich Adolf Andreae; * 12. Oktober 1879 in Magdeburg; † 17. Januar 1939 in Breslau, Provinz Niederschlesien) war ein deutscher Historiker.

## Leben
Andreae wurde als Sohn des Reeders Hans Andreae und seiner Frau Martha, geborene Müller, in Magdeburg geboren. Seit Ostern 1890 besuchte er dort gemeinsam mit seinem Bruder Wilhelm und mit Kurt Hildebrandt das Pädagogium zum Kloster Unser Lieben Frauen. Danach studierte er an der Universität München Geschichte, Nationalökonomie, Literatur- und Kunstgeschichte sowie Philosophie. 1901 wechselte er an die Berliner Universität, wo er sich vor allem mit der Geschichte Osteuropas auseinandersetzte. Seine akademischen Lehrer in Berlin waren vor allem Kurt Breysig, Max Lenz, Michael Tangl und Theodor Schiemann. Bei letzterem promovierte er 1905 über Preussische und russische Politik in Polen.
Während seiner Studienzeit gehörte er zu einem Kreis junger Studenten, die sich in Niederschönhausen bei Berlin um den Universalhistoriker Kurt Breysig sammelten. Zu dieser Zeit wohnte er gemeinsam mit Friedrich Wolters, mit dem er 1908 einen Gedichtband veröffentlichte, und Rudolf von Heckel in einem Haus an einem Park, zum Kreis gehörten außerdem Berthold Vallentin, Kurt Hildebrandt und Friedrichs Bruder Wilhelm Andreae. Im Juni 1907 zog die Wohngemeinschaft nach Lichterfelde um, wo Friedrich Wolters, Berthold Vallentin und die Brüder Andreae gemeinsam eine Villa bewohnten. Hier stieß auch der Architekt Paul Thiersch zum Kreis, der sich zunehmend von Kurt Breysig abkehrte. 1908 gaben Breysig, Andreae, Wolters und Vallentin noch gemeinsam eine Festschrift für Gustav von Schmoller heraus, zu der Andreae einen Beitrag über China und das 18. Jahrhundert beisteuerte. Der Kreis wandte sich aber immer stärker dem Dichter Stefan George zu, der bereits 1905 die Hohenschönhausener Runde besucht hatte. Andreae und die anderen Hohenschönhausener Freunde wurden Mitglieder des George-Kreises.
Andreae wurde im Kreis geschätzt, hatte aber keine eigene wichtige Funktion inne und auch keinen besonders engen Kontakt zum „Meister“. Einmal sah er für George die Auswahlbände der Blätter für die Kunst durch. Die Freunde scheinen ihn geschätzt zu haben, Friedrich Gundolf etwa nennt ihn „den lieben feinen noblen und gescheiten Andreae“. Über Andreae stieß auch Ludwig Thormaehlen zum Kreis, den er wie Hildebrandt aus der Schulzeit kannte. Thormaehlen beschrieb Andreae in seinen Erinnerungen als einen Menschen „von unbeschreiblicher Gutherzigkeit, von unglaublichem, selbstlosem Eifer“.
1912 ging Andreae als Privatdozent an die Universität Breslau, wo er 1921 außerordentlicher Professor für Geschichte wurde. Nach der Machtübergabe an die Nationalsozialisten wurde er aufgrund der Nürnberger Gesetze von 1935 seines Lehramtes enthoben und durfte fortan nur noch im Universitätsarchiv arbeiten. Von hier aus forschte er zur Geschichte der Universität Breslau, 1936 gab er anonym eine Quellensammlung zur Geschichte der Breslauer Universität heraus. Zunächst hatte er sich mit der osteuropäischen, vor allem der russischen Geschichte unter Katharina II. beschäftigt, über die er 1912 eine Studie veröffentlichte. Diese wurde von der Fachwelt positiv aufgenommen. Später beschäftigte er sich mit der Geschichte Schlesiens, vor allem mit schlesischen Biographien. Besonders einflussreich war die vierbändige, von der Historischen Kommission für Schlesien in Auftrag gegebene Reihe Schlesische Lebensbilder, die Andreae mit einigen Kollegen herausgab (1922–1931, Neuauflage 1985).
Andreae war mit der Jüdin Maria Reichl verheiratet. Sie konnte 1939 nach dem Tod von Andreae noch mit der gemeinsamen Tochter Lida Maria Renate nach England emigrieren.

## Schriften
als Autor
- Preussische und russische Politik in Polen: Von der taurischen Reise Katharinas II. (Januar 1787) bis zur Abwendung Friedrich Wilhelms II. von den Hertzbergischen Plänen (August 1789). Liebheit & Thiesen, Berlin 1905.
- mit Friedrich Wolters: Arkadische Launen. S. Calvary, Berlin 1908 (Digitalisat bei Wikimedia Commons; DjVu-Format).
- Beiträge zur Geschichte Katharinas II. Die Instruktion vom Jahre 1767 für die Kommission zur Abfassung eines neuen Gesetzbuches. Reimer, Berlin 1912.
- Aus dem Leben der Universität Breslau. ohne Ort [Breslau], ohne Jahr [1936]. Digitalisat[8]

als Herausgeber
- mit Kurt Breysig, Berthold Vallentin und Friedrich Wolters: Grundrisse und Bausteine zur Staats- und zur Geschichtslehre. Zusammengetragen zu den Ehren Gustav Schmollers und zum Gedächtnis des 24. Juni 1908, seines siebenzigsten Geburtstages, Berlin 1908.
- Denkwürdigkeiten des Freiherrn Hermann von Gaffron-Kunern. Festgabe des Vereins für Geschichte Schlesiens zur Jahrhundertfeier der Befreiungskriege. Breslau 1913. IA
- mit Max Hippe, Otfried Schwarzer, Heinrich Wendt: Schlesische Lebensbilder. Korn, Breslau 1922–1931, 2. Auflage Thorbecke, Sigmaringen 1985.
  - Band 1. Schlesier des 19. Jahrhunderts, 1922 fbc
  - Band 2. Schlesier des 18. und 19. Jahrhunderts, 1926 fbc
  - Band 3. Schlesier des 17. bis 19. Jahrhunderts, 1928 fbc
  - Band 4. Schlesier des 16. bis 19. Jahrhunderts, 1931